# Tatsachenentscheidung
Bei der Tatsachenentscheidung handelt es sich um einen Regelbestandteil vieler Sportarten. Um das Regelwerk von Sportarten praktisch anwenden zu können, ist es notwendig, dass Entscheidungen von Schiedsrichtern sofort wirksam werden, ohne dass ein Wettkampfteilnehmer dagegen Einspruch erheben kann oder eine Entscheidung nachträglich in irgendeiner Form widerrufen wird. Dabei ist es unerheblich, ob der Schiedsrichter das Regelwerk korrekt angewendet hat.
Der Begriff deutet damit nicht auf eine von niemandem bestrittene, unumstößliche Tatsache, sondern darauf, dass ein dazu Berechtigter etwas als eine Tatsache ansieht, die aber nicht unbedingt so geschehen sein muss.

## Zweck
Diese Regelung dient dazu, einen kontinuierlichen Spielbetrieb aufrechtzuerhalten. Eine unterlegene Mannschaft könnte sonst irgendeine strittige Entscheidung des Schiedsrichters zum Annullieren des Spielergebnisses nutzen, indem sie bei einem Sportgericht Beschwerde einlegt.
Andererseits sind die Sportverbände daran interessiert, grobe Fehlurteile der Schiedsrichter zu vermeiden oder zu korrigieren, um keine Wettbewerbsverzerrung entstehen zu lassen. Im Fußball wurden schon Spieler nachträglich gesperrt, weil der Schiedsrichter deren Tätlichkeiten nicht geahndet hatte. Dabei ist aber zu beachten, dass dabei keine Schiedsrichterentscheidungen korrigiert werden, sondern nur Tätlichkeiten, die dem Schiedsrichter entgangen sind, verfolgt werden können.
In sehr seltenen Ausnahmefällen kann aufgrund einer spielentscheidenden offensichtlichen Fehlentscheidung ein Wiederholungsspiel angesetzt werden, so beispielsweise bei Thomas Helmers Phantomtor 1994, als der Schiedsrichter auf Tor entschied, obwohl der Ball tatsächlich neben dem Tor ins Aus gerollt war. Allerdings blieb dies eine Ausnahme, die damit begründet wurde, es habe gar keine Tatsachenentscheidung vorgelegen, da der Schiedsrichter selbst einen Regelverstoß begangen habe. In ähnlichen Situationen wurde die Tatsachenentscheidung des Schiedsrichters stets anerkannt und der benachteiligten Mannschaft kein Wiederholungsspiel zugesagt.

## Erläuterung
Generell ist anzumerken, dass ein Tatsachenentscheid eines Schiedsrichters eine subjektive Interpretation ist, bei der der Schiedsrichter entscheidet, ob die Spielregeln übertreten worden sind oder nicht. Dieser Entscheid ist von den Vereinen nicht anfechtbar. Ein regeltechnischer Fehler des Schiedsrichters hingegen, wenn er nicht nach den Spielregeln handelt, ist anfechtbar. Er zieht im Normalfall ein Wiederholungsspiel nach sich.
Die derzeitige Entwicklung im Schiedsrichterwesen zeigt eine Tendenz zur Überprüfung von Tatsachenentscheidungen während des Spiels durch technische Methoden. Hierzu kommen das Hawk-Eye, die Torlinientechnik und der Videobeweis je nach Sportart zur Anwendung. Die Überprüfung der Entscheidung geht meist nicht vom Schiedsrichter aus, sondern z. B. wie im American Football durch eine vom Trainer beantragte so genannte „Coach’s Challenge“.